# Saison 1 de Continuum
Chronologie
Saison 2
Cet article présente les dix épisodes de la première saison de la série télévisée canadienne Continuum.

## Synopsis
En 2077, la société a évolué vers un état policier. Un groupe de terroriste sur le point d'être exécuté arrive à s'évader dans le passé, avec à sa poursuite, un protecteur (policier), Kiera, emmenée malgré elle : trop proche des évadés au moment de l'évasion, elle est propulsée avec le groupe par l'onde dans le passé, en 2012.
En 2012, elle rencontre Alec, l'inventeur de la technologie de surveillance électronique du futur et entame la poursuite des évadés avec les policiers locaux. Alec et Kiera s'interrogent sur l'éventuelle transformation du futur…

## Distribution

### Acteurs principaux
- Rachel Nichols (VF : Marie Zidi) : Kiera Cameron
- Victor Webster (VF : Constantin Pappas) : Carlos Fonnegra, partenaire détective de Kiera
- Erik Knudsen (VF : Vincent de Bouard) : Alec Sadler (2012), un technicien whiz qui aide Kiera
- Stephen Lobo (VF : Benoît DuPac) : Matthew Kellog, ex-membre de Liber8
- Roger Cross (VF : Jean-Paul Pitolin) : Travis Verta, membre de Liber8
- Lexa Doig (VF : Natacha Muller) : Sonya Valentine, membre de Liber8
- Omari Newton (en) (VF : Sidney Kotto) : Lucas Ingram, membre de Liber8
- Tony Amendola (VF : Patrick Floersheim) : Edouard Kagamé, leader de Liber8
- Luvia Petersen (en) (VF : Chantal Baroin) : Jasmine Garza, membre de Liber8
- Jennifer Spence (VF : Catherine Desplaces) : Betty Robertson
- Brian Markinson (VF : Vincent Violette) : le capitaine Dillon

### Acteurs récurrents
- Richard Harmon (VF : Olivier Podesta) : Julian Randol, le demi-frère d'Alec
- John Reardon (en) (VF : Taric Mehani) : Greg Cameron, le mari de Kiera, 2077
- Michael Rogers (en) (VF : Marc Bretonnière) : Roland Randol, le beau-père d'Alec
- Janet Kidder (VF : Odile Schmitt) : Ann Sadler, la mère d'Alec
- Terry Chen (VF : Stéphane Marais) : Curtis Chen, membre de Liber8
- Sean Michael Kyer (VF : Bénédicte Rivière) : Sam Cameron, le fils de Kiera, 2077

### Invités
- Caitlin Cromwell (VF : Olivia Dutron) : Elena (épisodes 1, 3 et 6)
- Mike Dopud : Stefan Jaworski, membre de Liber8 (épisodes 1, 3 et 8)
- Zahf Paroo : Oscar, un ami de la famille Cameron (épisodes 1 et 4)
- William B. Davis (VF : Jacques Brunet) : Alec Sadler (2077) (épisodes 1 et 10)
- Terry Howson : Warden Hobbs (épisode 1)
- David Nykl (VF : Jérôme Keen) : Sergei (épisode 1)
- Olivia Ryan-Stern (VF : Sarah Marot) : Maddie, la grand-mère de Kellog (épisodes 2, 4 et 6)
- John Innes : Dr Simon Fraser (épisode 2)
- P. Lynn Johnson (VF : Catherine Artigala) : Mme Fraser (épisode 2)
- Rocky Anderson : le sergent Dan Barlow (épisode 2)
- Adam Greydon Reid (VF : Olivier Jankovic) : Clayton, le coroner (épisodes 3, 5 et 7)
- Hiro Kanagawa (VF : Éric Aubrahn) : Dr Gibson (épisode 3)
- Keith Dallas (VF : Marc Bretonnière) : le livreur (épisode 3)
- Jesse Moss (VF : Alexandre Gillet) : Shane Mathers (épisode 4)
- Mayko Nguyen : Dr Melissa Dobeck (épisode 4)
- Chris Gauthier (VF : Charles Germain) : Vincent (épisode 4)
- Katie Findlay : Lily Cole, la grand-mère de Kiera (épisode 5)
- Leanne Lapp : Lillian (épisode 5)
- Beatrice Sallis : la mère de Kagame (épisodes 5 et 10)
- Marilyn Norry (VF : Véronique Borgias) : Henrietta Spence (épisode 6)
- Byron Lawson (VF : Luc Boulad) : Terrence Chou (épisode 6)
- Mark Gibbon (VF : Antoine Tomé) : Frank Bolo (épisode 6)
- Juan Riedinger (VF : Yoann Sover) : Francis Hall (épisode 6)
- Pascale Hutton (VF : Sarah Marot) : Alicia Fuentes (épisode 7)
- Jenn Bird (VF : Marianne Leroux) : Sara Davidson (épisode 7)
- Sarah Edmondson : Heather Martin (épisode 7)
- Frank Cassini : Nelson Barnes (épisode 7)
- Tahmoh Penikett (VF : Olivier Rodier) : Jim Martin (épisode 7)
- Venus Terzo : Gabrielle Cosgrove (épisode 8)
- Aaron Craven (VF : Jérémy Prévost) : Fred Nettinger (épisode 8)
- Monique Ganderton (VF : Catherine Artigala) : Yvonne Purcell (épisode 8)
- Cameron Park (VF : Antoine Nouel) : commercial de Sad Tech (épisode 8)
- Tammy Hui (VF : Pascale Chemin) : l'avocate (épisode 8)
- Jonathan Walker (VF : Philippe Roullier) : Martin Bradley (épisodes 9 et 10)
- Wesley MacInnes (VF : Hervé Grull) : Hoyt (épisode 9)
- Nikohl Boosheri (VF : Sarah Marot) : Laura, la sœur de Kellog (épisode 9)
- Reese Alexander (VF : Antoine Tomé) : l'officier ERT (épisode 9)
- Ian Tracey (VF : Emmanuel Karsen) : Jason (épisode 10)
- Nicholas Lea (VF : Mathieu Buscatto) : agent Gardiner du SCRS (épisode 10)

## Production

### Développement
La série est produite par Reunion Pictures Inc. et Shaw Media et a débuté en janvier 2012 sous la direction de Jon Cassar qui a réalisé le pilote.

### Tournage
La série est tournée à Vancouver, en Colombie-Britannique, au Canada.

### Diffusions
La diffusion francophone va se dérouler ainsi :
- Au Québec, à partir du 6 novembre 2013 sur AddikTV[5] ;
- En France, à partir du 12 novembre 2013 sur Syfy France[6] ;
- La série reste encore inédite dans tous les autres pays francophones.

## Liste des épisodes

### Épisode 1:Voyage dans le temps
- Canada : 27 mai 2012 sur Showcase
- États-Unis : 14 janvier 2013 sur Syfy
- Québec : 6 novembre 2013 sur AddikTV[5]
- France : 12 novembre 2013 sur Syfy France[6]

- Canada : 900 000 téléspectateurs[7] (première diffusion)
- États-Unis : 903 000 téléspectateurs[8] (première diffusion)

Kiera Cameron, protectrice appartenant à la police de Vancouver de 2077, se retrouve projetée en 2012 en compagnie de 8 dangereux terroristes dont elle tentait d'empêcher l'évasion.

### Épisode 2:Le Bon Vieux Temps
- Canada : 3 juin 2012 sur Showcase
- États-Unis : 21 janvier 2013 sur Syfy
- France : 12 novembre 2013 sur Syfy France
- Québec : 13 novembre 2013 sur AddikTV

- Canada : 670 000 téléspectateurs[9] (première diffusion)
- États-Unis : 1,09 million de téléspectateurs[10] (première diffusion)

### Épisode 3:Perte de temps
- Canada : 10 juin 2012 sur Showcase
- États-Unis : 28 janvier 2013 sur Syfy
- Québec : 20 novembre 2013 sur AddikTV
- France : 19 novembre 2013 sur Syfy France

- Canada : 531 000 téléspectateurs[11] (première diffusion)
- États-Unis : 1,11 million de téléspectateurs[10] (première diffusion)

Kiera et Carlos enquêtent sur une série de meurtres mystérieux où les victimes subissent une ablation de l'hypophyse et découvrent que Liber8 est derrière eux afin de sauver Travis, leur chef.

### Épisode 4:Une question de temps
- Canada : 17 juin 2012 sur Showcase
- États-Unis : 4 février 2013 sur Syfy
- Québec : 27 novembre 2013 sur AddikTV
- France : 19 novembre 2013 sur Syfy France

- Canada : 389 000 téléspectateurs[12] (première diffusion)
- États-Unis : 1,09 million de téléspectateurs[10] (première diffusion)

### Épisode 5:À l’épreuve du temps
- Canada : 24 juin 2012 sur Showcase
- États-Unis : 11 février 2013 sur Syfy
- Québec : 4 décembre 2013 sur AddikTV
- France : 26 novembre 2013  sur Syfy France

- Canada : 473 000 téléspectateurs[13] (première diffusion)
- États-Unis : 1,08 million de téléspectateurs[10] (première diffusion)

Le retour de Kagame amorce une réorganisation au sein de Liber8. Se pose alors la question d'une possible faiblesse pour ses membres : si leurs ancêtres vivants dans cet espace-temps étaient assassinés, est-ce qu'ils pourraient cesser d'exister.

### Épisode 6:Manque de temps
- Canada : 8 juillet 2012 sur Showcase
- États-Unis : 18 février 2013 sur Syfy
- Québec : 11 décembre 2013 sur AddikTV
- France : 26 novembre 2013  sur Syfy France

- Canada : 404 000 téléspectateurs[14] (première diffusion)
- États-Unis : 1,08 million de téléspectateurs[10] (première diffusion)

Kagame poursuit la première étape de son plan : joindre les intellectuels à sa cause.

### Épisode 7:La Politique du temps
- Canada : 15 juillet 2012 sur Showcase
- États-Unis : 25 février 2013 sur Syfy
- Québec : 18 décembre 2013 sur AddikTV
- France : 3 décembre 2013 sur Syfy France

- Canada : 427 000 téléspectateurs[15] (première diffusion)
- États-Unis : 1,07 million de téléspectateurs[10] (première diffusion)

### Épisode 8:Plus le temps de jouer
- Canada : 22 juillet 2012 sur Showcase
- États-Unis : 4 mars 2013 sur Syfy
- France : 3 décembre 2013  sur Syfy France
- Québec : 8 janvier 2014 sur AddikTV

- États-Unis : 1,06 million de téléspectateurs[10] (première diffusion)

### Épisode 9:Du temps en famille
- Canada : 29 juillet 2012 sur Showcase
- États-Unis : 11 mars 2013 sur Syfy
- France : 10 décembre 2013 sur Syfy France
- Québec : 15 janvier 2014 sur AddikTV

- États-Unis : 1,07 million de téléspectateurs[10] (première diffusion)

Alertés par une importante commande de nitrate d'ammonium, un engrais qui peut être utilisé pour fabriquer des bombes, Kiera et Carlos se rendent à la ferme des Randol. Kiera se rend compte qu'elle appartient à la famille d'Alec. Ils se retrouvent pris en otages par Julian et ses amis qui souhaitent faire entendre et passer leur message de manière radicale.

### Épisode 10:Le temps est écoulé
- Canada : 5 août 2012 sur Showcase
- États-Unis : 18 mars 2013 sur Syfy
- France : 10 décembre 2013  sur Syfy France
- Québec : 22 janvier 2014 sur AddikTV

- États-Unis : 900 000 téléspectateurs[10] (première diffusion)